# Brimhall Nizhoni
Brimhall Nizhoni (navaho Maʼii Tééh Yitłizhí) és una concentració de població designada pel cens dels Estats Units a l'estat de Nou Mèxic. Segons el cens del 2000 tenia 373 habitants.

## Demografia
Segons el cens del 2000, Brimhall Nizhoni tenia 373 habitants, 95 habitatges, i 79 famílies. La densitat de població era de 8,8 habitants per km².
Dels 95 habitatges en un 48,4% hi vivien nens de menys de 18 anys, en un 47,4% hi vivien parelles casades, en un 29,5% dones solteres, i en un 16,8% no eren unitats familiars. En el 15,8% dels habitatges hi vivien persones soles el 4,2% de les quals corresponia a persones de 65 anys o més que vivien soles. El nombre mitjà de persones vivint en cada habitatge era de 3,93 i el nombre mitjà de persones que vivien en cada família era de 4,37.
Per edats la població es repartia de la següent manera: un 39,1% tenia menys de 18 anys, un 10,5% entre 18 i 24, un 25,7% entre 25 i 44, un 19,6% de 45 a 60 i un 5,1% 65 anys o més.
L'edat mediana era de 26 anys. Per cada 100 dones de 18 o més anys hi havia 80,2 homes.
La renda mediana per habitatge era de 37.625 $ i la renda mediana per família de 28.750 $. Els homes tenien una renda mediana de 25.455 $ mentre que les dones 15.938 $. La renda per capita de la població era de 8.290 $. Aproximadament el 25,6% de les famílies i el 34,8% de la població estaven per davall del llindar de pobresa. Segons el cens dels Estats Units del 2010 el 99,46% són nadius americans.

## Poblacions més properes
El següent diagrama mostra les poblacions més properes.